# Clément Mignon
Clément Mignon (n. 21 ianuarie 1993, Aix-en-Provence, Franța) este un înotător francez, medaliat olimpic. A participat la 2 ediții ale Jocurilor Olimpice (2016, 2020) în care a câștigat o medalie de argint.